# Hermerswiller
Ne doit pas être confondu avec Emmersweiler.
Hermerswiller (en alsacien Harmerschwiller, en allemand Hermersweiler) est une ancienne commune française du Bas-Rhin, associée à Hoffen depuis 1975.

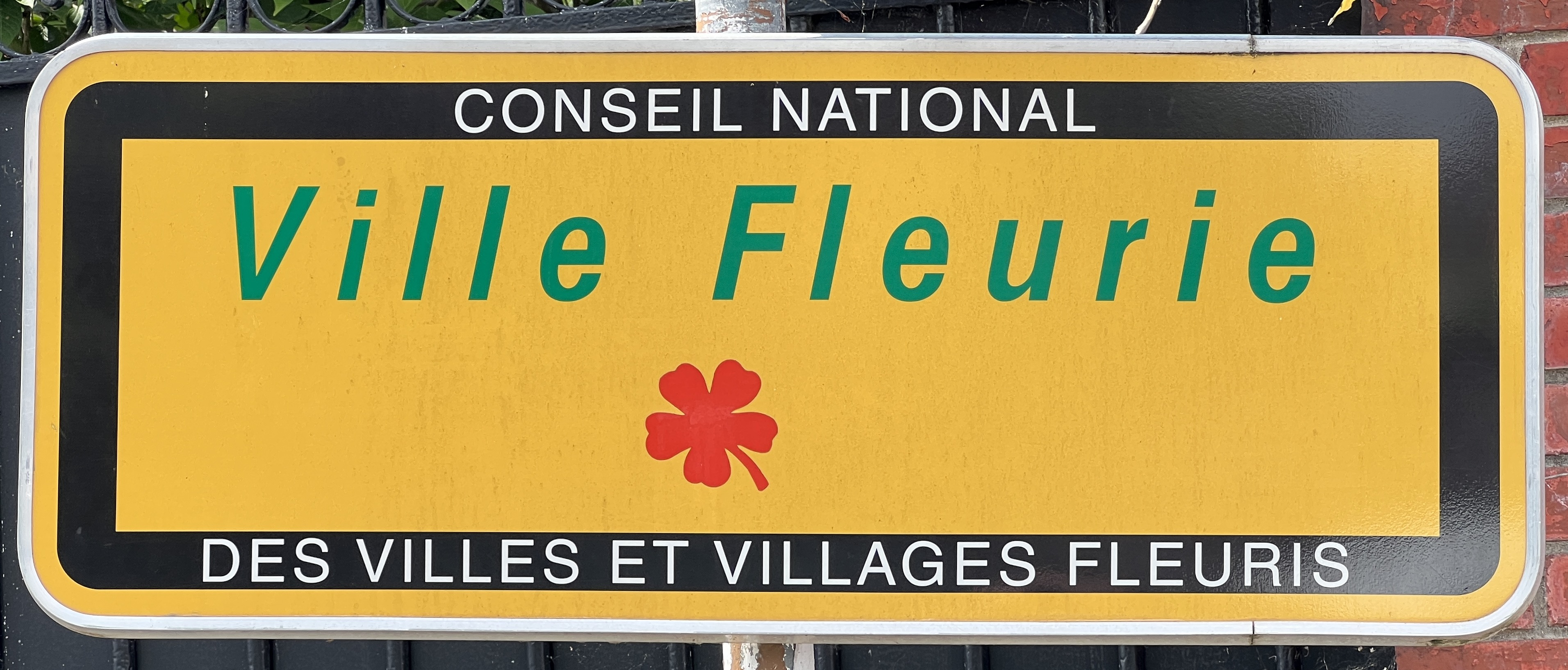
La récompense "Ville Fleurie", également connue sous le nom de "Villes et Villages fleuris, anciennement appelée concours, a été créée en 1959 en France pour promouvoir le fleurissement, l'environnement de vie et les espaces verts.

## Toponymie
Anciennes mentions : Hemersweiller (1793), Hemerswiller (1801).

## Histoire
Le 1er janvier 1975, la commune d'Hermerswiller est rattachée à celle de Hoffen sous le régime de la fusion-association.

## Politique et administration
| Période                                  | Période | Identité                | Étiquette | Qualité |
| ---------------------------------------- | ------- | ----------------------- | --------- | ------- |
|                                          |         | Jean-Marie SCHWARTZMANN |           |         |
| Les données manquantes sont à compléter. |         |                         |           |         |

## Démographie
| 1936 | 1946 | 1954 | 1962 | 1968 |
| ---- | ---- | ---- | ---- | ---- |
| 189  | 202  | 206  | 216  | 206  |

## Héraldique
| Blason de Hermerswiller | Blason  | Coupé : au 1er de sinople à trois fasces d’argent, au 2e parti au I d’or plain, au II d’azur à l’étoile de six rais d’or. |
| Blason de Hermerswiller | Détails | |